# Lynn Cassiers
Lynn Cassiers (Antwerpen, 1984) is een Belgische zangeres en multi-instrumentaliste. Cassiers is vooral gekend als jazz en improvisatiezangeres. Ze is de jongere zus van drummer Steven Cassiers (Dez Mona, Dans Dans).
Cassiers studeerde in 2006 af aan het conservatorium van Den Haag. Sinds 2008 geeft ze les aan het Lemmensinstituut.
Cassiers werkte onder meer met Riccardo Luppi, Erik Vermeulen en Manolo Cabras. Ze zong tevens bij Lidlboj en een resem andere bands waaronder Tape Cuts Tape (met Rudy Trouvé en Eric Thielemans) en Octurn.
In 2013 bracht ze haar solo-debuutalbum The Bird The Fish and the Ball uit.

## Discografie
- 2013 The Bird The Fish and the Ball
- 2018 Imaginary Band